# Tarsotomia (oftalmologia)

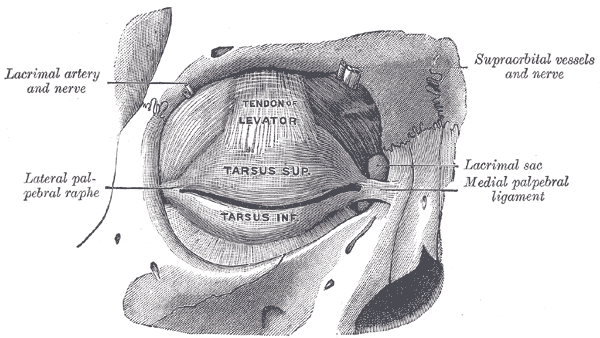
Tarsi palpebrali superiore e inferiore

La tarsotomia o tarsectomia è un intervento chirurgico che viene effettuato sul tarso della palpebra dell'occhio e può essere praticato per correggere l'entropion. L'intervento consiste nella resezione, in anestesia locale, di un tratto anteriore del tarso della palpebra.